# Stiepnoje (rejon rodiński)
Stiepnoje (ros. Степное) – wieś (sieło) w Rosji, w Kraju Ałtajskim, w rejonie rodińskim. W 2010 liczyła 1474 mieszkańców.